# Conopias
A Conopias a madarak (Aves) osztályának verébalakúak (Passeriformes) rendjébe és a királygébicsfélék (Tyrannidae) családjába tartozó nem.

## Rendszerezés
A nembe az alábbi 4 faj tartozik:
- koronás bentévi (Conopias albovittatus vagy Conopias albovittata)
- Conopias cinchoneti
- Conopias parvus vagy Conopias parva
- Conopias trivirgatus vagy Conopias trivirgata